# František Xaver Fuchs

Znak nitranské diecéze

František Xaver Fuchs, také Fuchs Xavér Ferenc, někdy i Fux (24. srpna 1744 Parndorf – 27. června 1807 Eger) byl doktor filozofie a teologie, arcibiskup v Egeru, biskup nitranské diecéze (1787 až 1804), spoluzakladatel Slovenského učeného tovarišstva a mecenáš.

## Život
Narodil se v rodině zemana. Střední školu absolvoval u benediktinů v Pannonhalmě. Po studiích filosofie v Trnavě a teologie v Budíně (získal doktoráty z filozofie a teologie) byl v roce 1768 ve Vácu vysvěcen na kněze. Získal také doktoráty z filozofie a teologie. Nejprve byl kaplanem v Ostřihomi, poté učil v Betliáru syny hraběte Károly Adrássyho. V roce 1773 se stal farářem v Szomoru, ale brzy rezignoval a odešel na univerzitu v Budíně vyučovat filozofii. Kardinál József Batthyány jej v roce 1780 povolal na arcibiskupství; od roku 1783 byl v Bratislavě, kde se stal 7. května 1784 kanovníkem. Dne 10. března 1787 se stal biskupem v Nitře, kde nechal postavit kostel a nemocnici. Na biskupství obvykle poskytoval stravu nejméně 12 studentům. Později zřídil stipendia pro 12 studentů na nitranském gymnáziu a 4 stipendia pro dívky u uršulinek v Trnavě. Nechal vytisknout tisíce náboženských knih, některé v bernolákovštině. Za jeho působení byla v nitranském kněžském semináři založena pobočka Slovenského učeného tovarišstva. Jeho zásluhou byly vydány mravoučné spisy přeložené z francouzštiny spirituálem tohoto semináře Andrejem Turzem do bernolákovštiny.
Dne 20. srpna 1804 byl jmenován arcibiskupem egerského arcibiskupství. Jeho zdravotní stav se však v důsledku přepracovanosti zhoršoval, trpěl neustálou nespavostí a v roce 1807 zemřel. Je pochován v Dražovcích, jeho krypta je památkově chráněna.

## Dílo
- Miscellanea quibus regnum rationis christianorum animalium, placita carni, affectibusque dolosis blandientia, pro totidem rationis legibus adoptantium, dilucidatur partim ex principia gentilium rationalium cum ratione insanientium minus; uti Epicteti, tabulae Cebetis, Senecae, Plutarchi, Isocratis etc. circa disciplinam civium, et educationem juventutis; partim per principia et cognitionem scientificam quid virtus? in christianorum sensu genuino secundum rationalem philosophiam sanam. Posonii, 1801 (anonymně)
- Adplausus Serenissimo Regni Hung. Palatino Archiduci Petropoli feliciter reduci concinnatus Agriae, 1803
- Ars longaevae vitae per medicam corporis et animae curam, quam quisque sibi debet ex lege rationis practicae, praecipiente animae et corporis culturam ita ut naturae physicae instinctus ac stimulus jucunditatis, voluptatis ac tanuitatis omnisque utilitatis, semper naturae moralis instinctui et stimulo honestatis subiici debeat vi eiusdem legis moralis; ne character dignitatis hominis laedatur velut entis rationalis, Jussu et impensis... Posonii, 1804
- Institutiones episcopalis seminarii Nitriensis ad S. Ladislaum, cleri studentis, deficientis, et emeritoum parochorum. Tyrnaviae 1804
- Compendium institutionis pastoralis, pro iniciantibus in cura animarum cooperatoribus, capellanis, aliisque sacerdotibus. Tyrnaviae, 1804
- Visitationalia statuta generalia. Tyrnaviae, 1804
- Memoriale vitae sacerdotalis. Posonii, 1804
- Moralis philosophiae christianae de virtutibus, et vitiis tractatus pro omnibus, qui de his in christianorum sensu genuino cum nexu recentiores philosophiae rationalis principiorum sanorum scientificam cognitionem sibi comparare, aut comparatam profiteri volunt. Editio altera post Posoniensem, Tyrnaviae, 1805
- Sensa moralia, et religiosa virorum saeculi 16. in singulos anni dies distributa; similia sensa moralia et religiosa virorum saeculi 19. In compendio ut quis isthie beatos, et felices dies vivere, se tandem tranquille et cum gaudio mori valeat, cum subnexo Epicedio in memoriam Pii Sexti Pont. Maximi XX. Febr. 1802. Posonii, 1805
- Littera Encyclica de dato 1 maii a. 1805. Posonii
- Littera Encyclica de dato 20. jan. 1805. Agriae
- Littera Encyclica dd. 24. apr. 1805. Agriae
- Littera Encyclica dd. 4. 24. et 30. aug. Agriae
- Littera Encyclica de dato 23. nov. 1805. Agriae. 1805
- Statuta Peculiaria pro archi-dioecesi Agriensi. Agriae, 1805
- Methodus gubernandi parochiam et dirigendi animas in s. tribunali poenitentiae. Tyrnaviae, 1805, két kötet
- Enciclica; ad DD. Vice-Archidiaconos archidioeceseos pro visitationis canonicae praeliminaribus actis praeparandis materiarum rubricas continens (hely n., 1805)
- Littera encyclica de dato 12. febr. a. 1806. Agriae. 1806
- Statuta generalia pro archi-dioecesi Agriensi. Agriae, 1806
- Ankündigung über die Canonische Visitation. Agriae. 1806 (následuje Zpráva o službě Boží)
- Vetni való jó mag jó földbe. Oktató és imádságos könyv... Irta Jais Egyed német nyelven. Most pedig F. parancsolatjából megmagyaráztatott és... költségével kinyomtattatott. Nagy-Szombat 1806
- Statuta generalia. Agriae, 1806
- A Krisztus követéséről négy könyv, melyek... parancsolatjára és költségével magyarra fordíttattak és kinyomattak. Nagyszombat, 1807
- Három beszéd, melynek egyike a nagymélt. országbirája, kettője pedig a mltgos első egri érsek által tartattak és gróf Stollberg története. Eger, 1807
- Legum decimalium regni Hungariae discussio, et combinatio brevis, et succincta; signanter autem relate ad dominorum decimae jus proprietatis in decimas salvis tribus primis §§. articuli 95. 1647. et una dominorum terrestrium de jure arendatitio cum titulo praeemtionis, sive praearendationis diebus fatalibus praescriptis: qualiter haec duo jura consistere possint, ac debeant? et eatenus rite administretur justitia in causis decimalibus? Eger, 1807 (anonymně)